# Ágora de Teofrasto
El Ágora de Teofrasto es una antigua ágora o mercado de la isla de Delos, en Grecia. Sus ruinas forman parte del yacimiento arqueológico de Delos, declarado Patrimonio de la Humanidad por la Unesco.

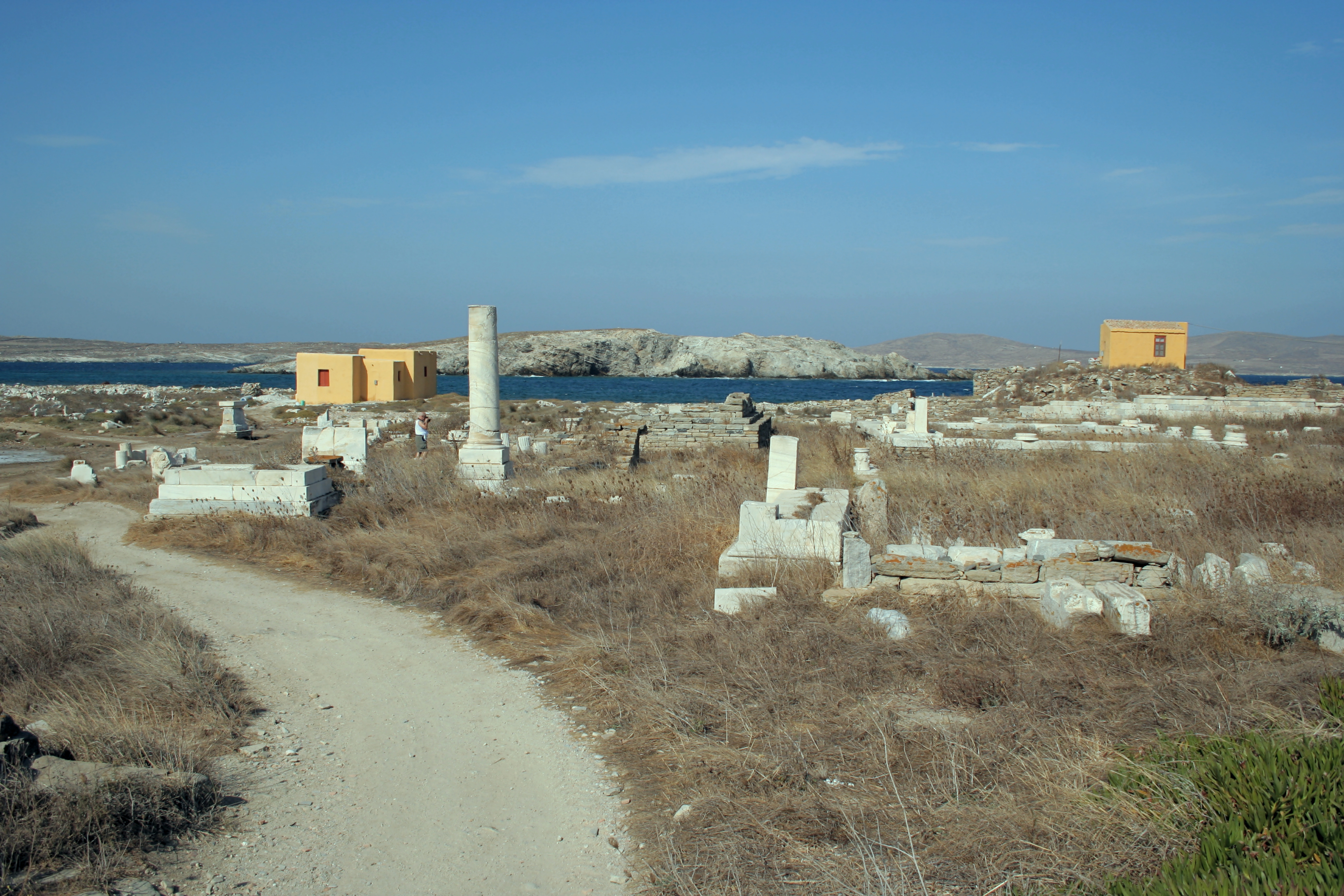
Ruinas que rodean el ágora de Teofrasto.

Se construyó en el período helenístico, hacia 126-125 a. C. Toma su nombre de su constructor, Teofrasto, que en aquella época era el epimeleta (epimelētēs) de Delos. El ágora estaba situada al norte del Puerto Sagrado de Delos y al noroeste del santuario de Apolo y Artemisa. Su construcción es uno de los signos de la creciente importancia comercial de Delos en la época y de la comercialización del Puerto Sagrado.
La llamada Sala hipóstila, también conocida como la Estoa de Poseidón, se construyó anteriormente en el lado norte del Ágora.